# Neotheronia jason
Neotheronia jason är en stekelart som först beskrevs av Cameron 1888.  Neotheronia jason ingår i släktet Neotheronia och familjen brokparasitsteklar. Inga underarter finns listade i Catalogue of Life.